# Euphorbia macrophylla
Euphorbia macrophylla är en törelväxtart som beskrevs av Ferdinand Albin Pax. Euphorbia macrophylla ingår i släktet törlar, och familjen törelväxter. Inga underarter finns listade i Catalogue of Life.